# Cladonota bennetii
Cladonota bennetii är en insektsart som beskrevs av Kirby. Cladonota bennetii ingår i släktet Cladonota och familjen hornstritar. Inga underarter finns listade i Catalogue of Life.